# Lesparrou
Lesparrou település Franciaországban, Ariège megyében. Lakosainak száma 233 fő (2022. január 1.). Lesparrou L’Aiguillon, La Bastide-sur-l’Hers, Bélesta, Dreuilhe, Le Peyrat, Rivel és Sainte-Colombe-sur-l’Hers községekkel határos.

## Népesség
A település népességének változása:
| Lakosok száma | 387  | 291  | 290  | 248  | 233  | 231  | 232  | 233  | 233  | 233  |
|               | 1968 | 1982 | 1990 | 2006 | 2013 | 2015 | 2017 | 2019 | 2020 | 2022 |